# Циклограмма сварки

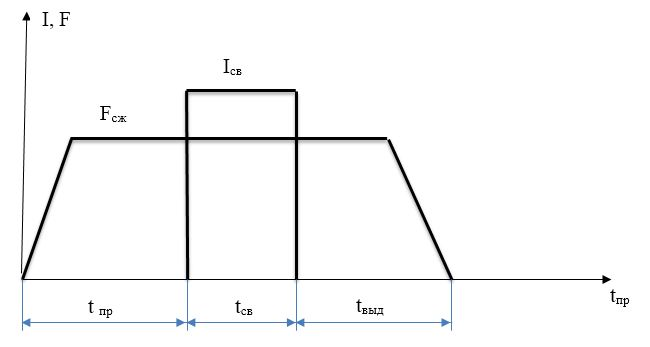
Циклограмма сварки мартенситно-бейнитных сталей, мягкий режим

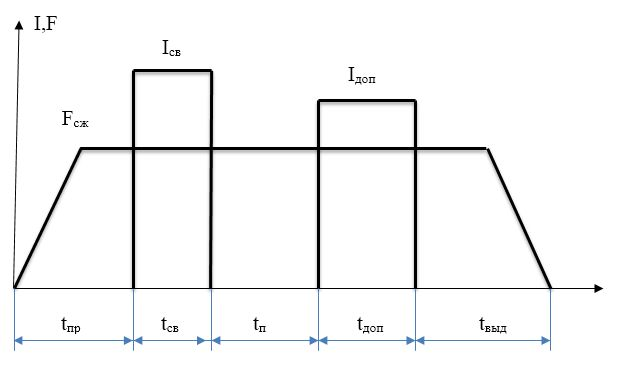
Циклограмма сварки мартенситно-бейнитных сталей, жесткий режим с импульсом отпуска

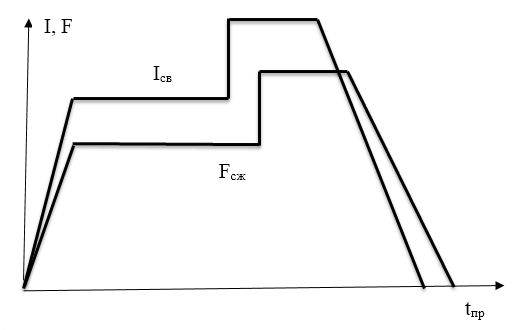
Циклограмма стыковой сварки с прерывистым оплавлением

Циклограмма сварки - графическое представление сварочного режима, используемое для любого вида сварки.
Циклограмма сварочного процесса представляет собой совмещенные во времени графики изменения основных параметров процесса сварки. Основными параметрами процесса сварки, указываемые на циклограммах являются сварочный ток I, усилия сжатия свариваемых заготовок F, частота вращения инструмента n (сварка трением), перемещение роликов S (шовная контактная сварка), время протекания процесса t, скорость сварки V и др. Циклограмма обеспечивает наглядное представление процесса сварки при разновременной подаче тока, усилий сжатия, ковочных усилий, подогреве, остывании.
Циклограммы для разных видов сварки различны и подбираются экспериментально.
При автоматической сварке параметры циклограммы программируются или устанавливаются на машине.